# Ayuntamiento de Asheville
El Ayuntamiento de Asheville es un histórico edificio de oficinas gubernamentales de ladrillo y piedra  art déco ubicado en City-County Plaza en la ciudad de Asheville, Carolina del Norte (Estados Unidos). Sirve como la sede del gobierno de la ciudad. Está ubicado en el distrito histórico del centro de Asheville y fue agregado al Registro Nacional de Lugares Históricos en 1976. La forma única del edificio y el colorido exterior lo han convertido en un hito icónico de Asheville y un símbolo para la ciudad, reflejado por el uso de su silueta. en el sello de la ciudad.

## Uso actual
El edificio es una de las obras maestras art déco de Asheville. Fue diseñado por el arquitecto Douglas Ellington, cuyas otras obras en la ciudad incluyen Asheville High School y la Primera Iglesia Bautista de Asheville. Fue construido entre 1926 y 1928. Con la intención de ser un gemelo del nuevo Palacio de Justicia del Condado de Buncombe, el palacio de justicia adyacente fue construido en un estilo más conservador y clásico, y mucho más alto que el ayuntamiento. Se planeó un ala que los conectara, pero nunca se construyó. El edificio todavía sirve a la ciudad de Asheville, mientras que el Palacio de Justicia ha sido objeto de muchas renovaciones y ampliaciones.
La Cámara del Ayuntamiento está decorada con cinco murales del pintor Clifford Addams.

## Galería

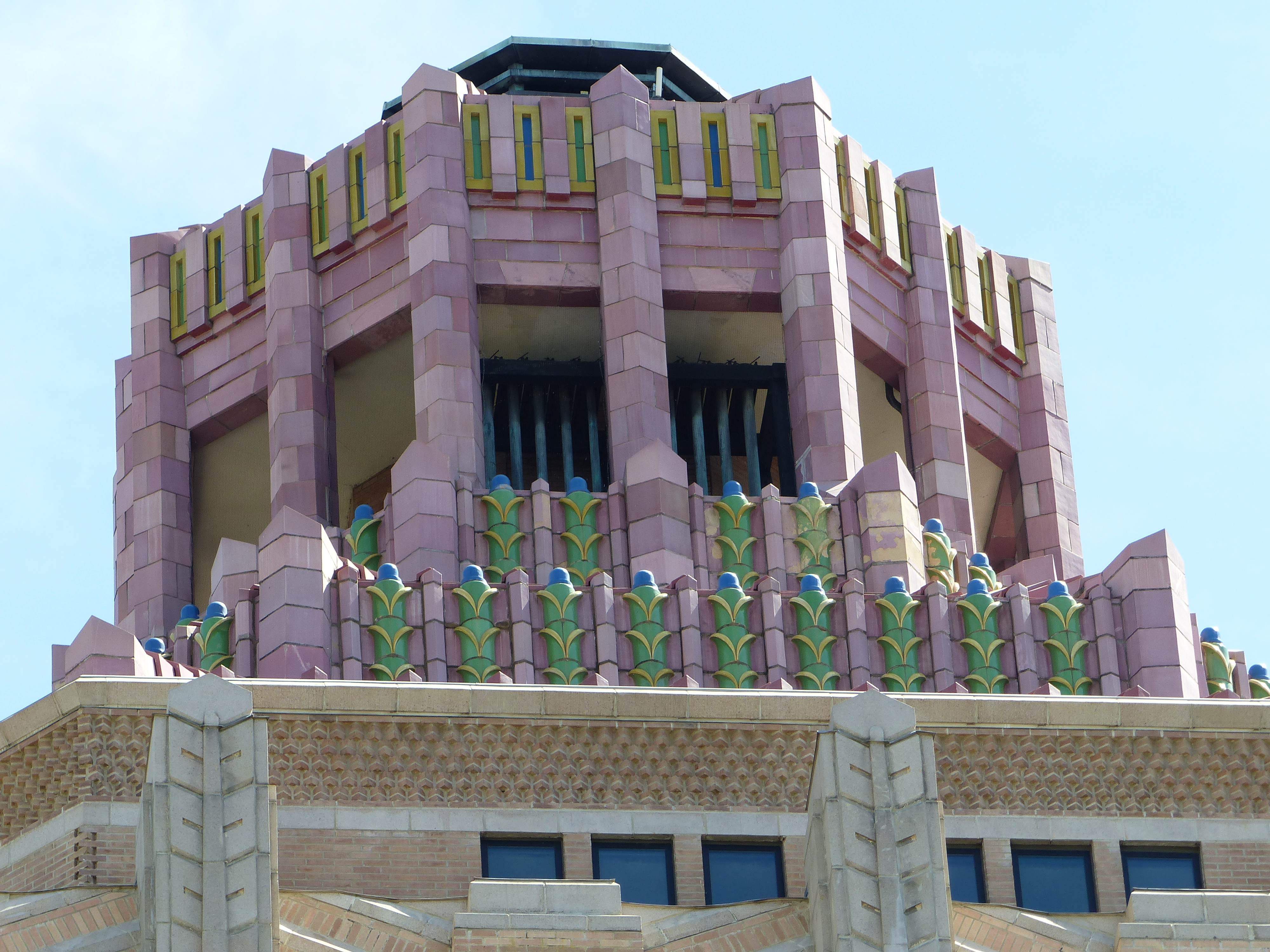
Cúpula
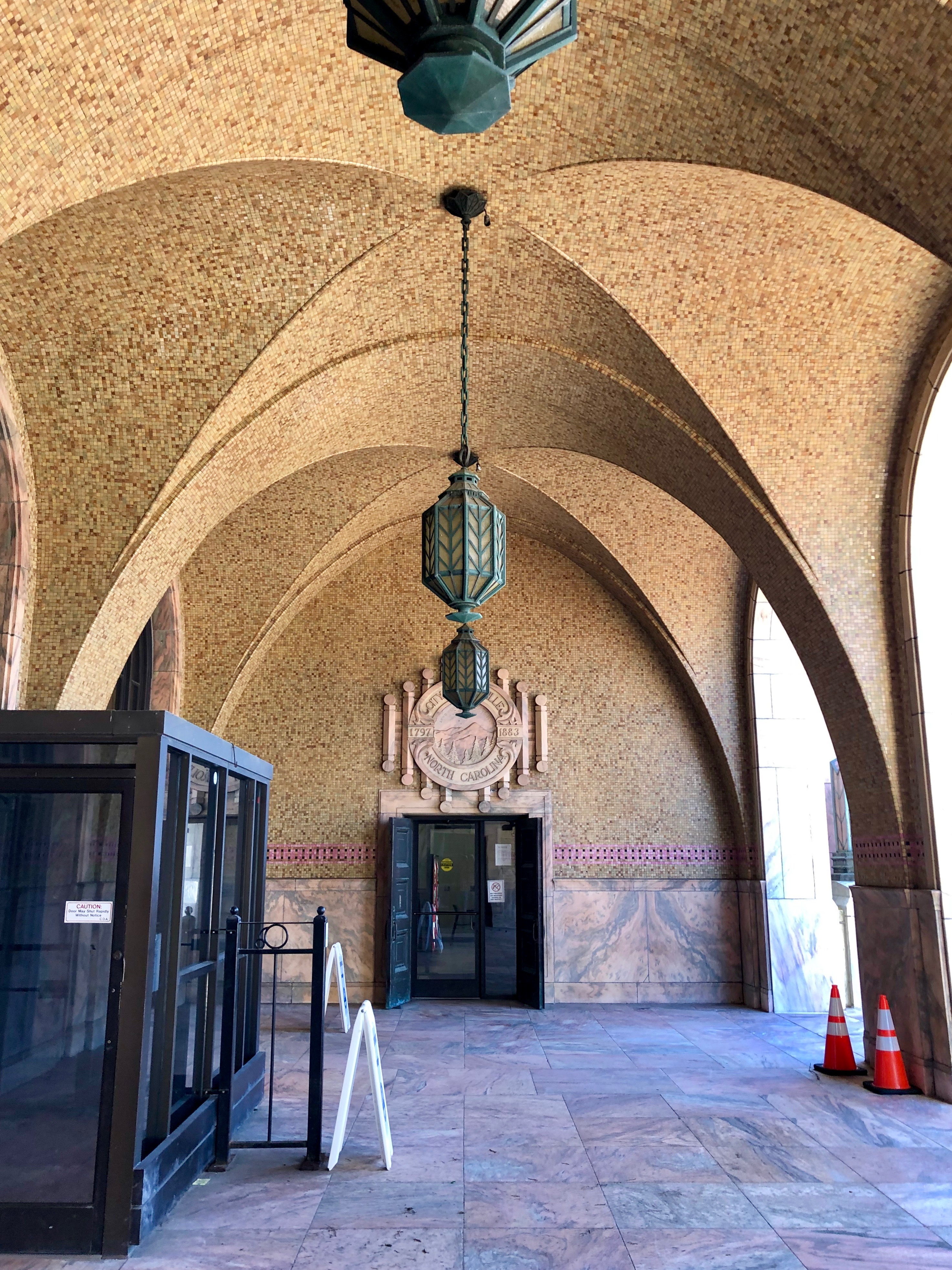
Arcos interiores
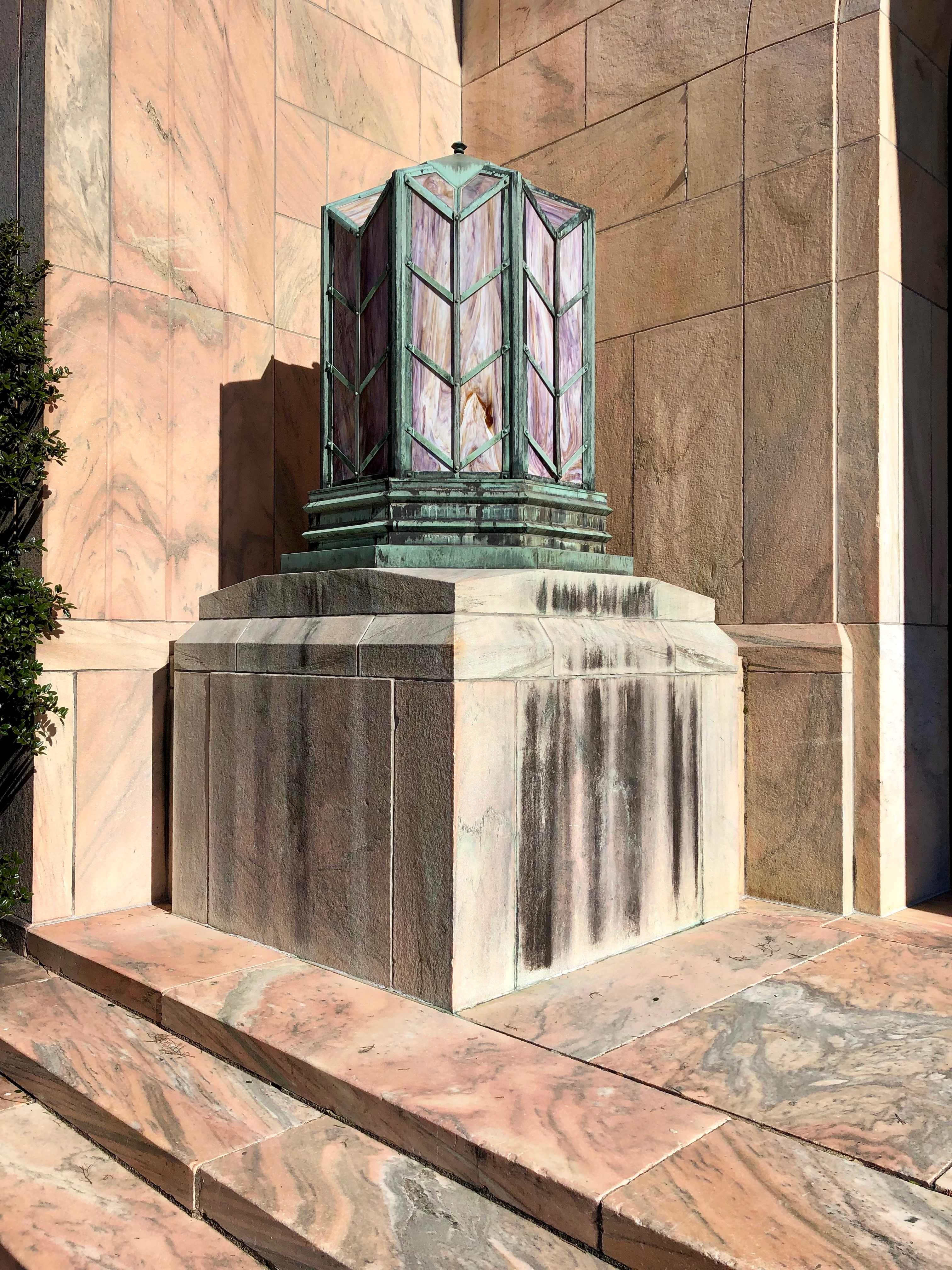
Lámapara exterior
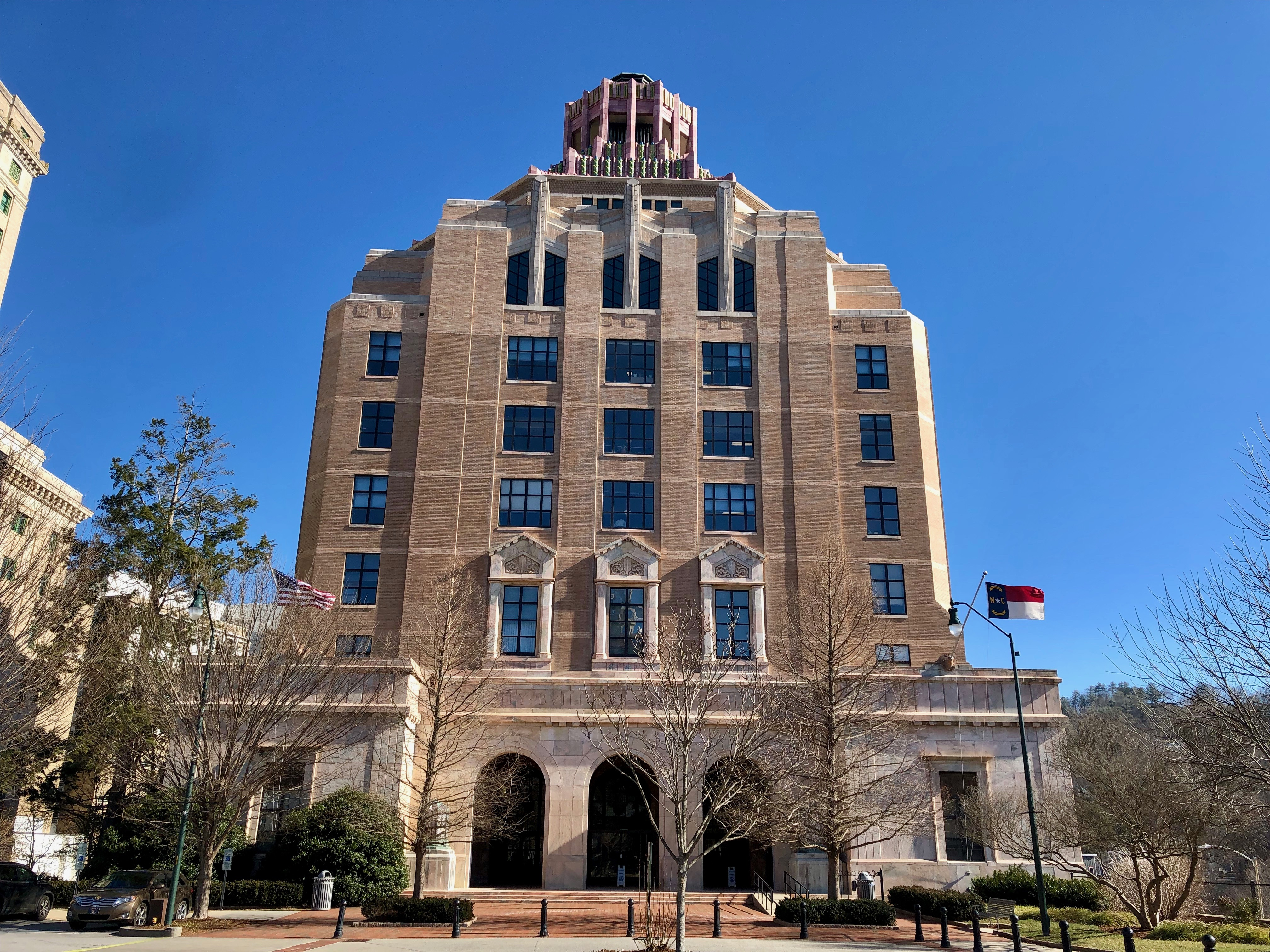
Fachada
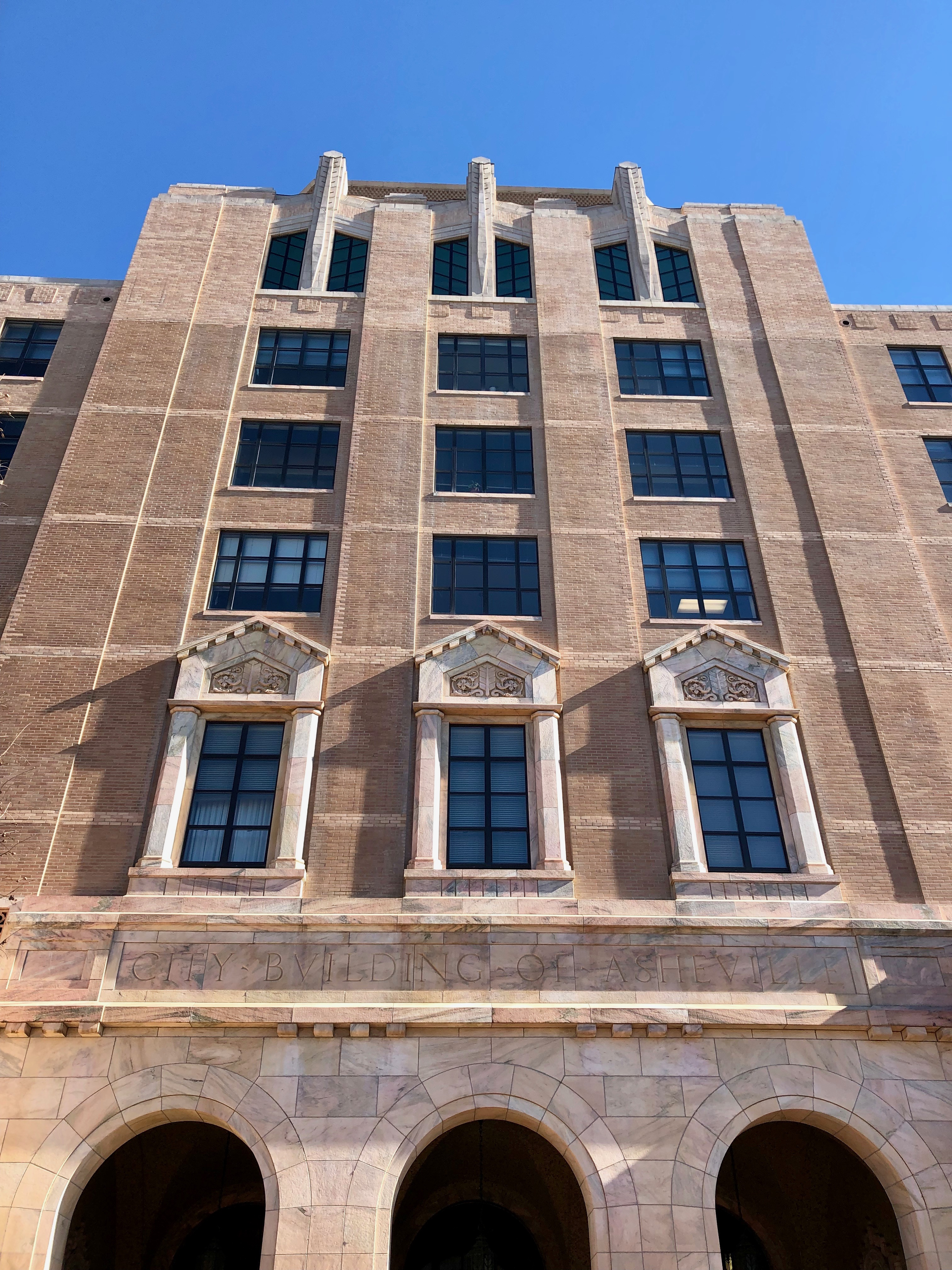
El edificio en contrpicado